# Гулдан, Любомир
Любомир Гулдан (чеш. Lubomir Guldan; род. 30 января 1983, Банска-Бистрица) — словацкий футболист, защитник.

## Клубная карьера
Гулдан — воспитанник клуба «Сигма». В 2001 году он стал игроком первой команды, и играл за нее на протяжении шести лет. Следующим клубом Любомира стал швейцарский «Сьон». Тем не менее, после одного сезона покинул команду и отправился в словенскую «Жилину». В «Жилине» Любомир выиграл первый крупный турнир в своей карьере - Чемпионат Словении. В 2011 года Гулдан покинул клуб и отправился в Болгарию, в «Лудогорец». Во время выступления за болгарский клуб, Любомир получил приглашение играть за сборную Словакии.